# 152 Atala
152 Atala är en asteroid upptäckt 2 november 1875 av astronomen Paul Henry i Paris. Asteroiden har fått sitt namn efter hjältinnan i romanen Atala av François-René de Chateaubriand.
Ockultationer har observerats flera gånger.